# Liubîni, Iavoriv
Liubîni (în ucraineană Любині) este un sat în comuna Sarnî din raionul Iavoriv, regiunea Liov, Ucraina.

## Demografie
Componența lingvistică a localității Liubîni
     Ucraineană (99,88%)
     Alte limbi (0,12%)
Conform recensământului din 2001, majoritatea populației localității Liubîni era vorbitoare de ucraineană (99,88%), existând în minoritate și vorbitori de alte limbi.